# Lijst van beschermd erfgoed in de gemeente Fischbach
In deze lijst van beschermd erfgoed in de gemeente Fischbach zijn alle geclassificeerde nationale monumenten van de Luxemburgse gemeente Fischbach opgenomen.

## Monumenten per plaats

### Angelsberg
| Object                                               | Bouwjaar/architect | Locatie | Datum beschermd?  | Coördinaten                   | Afbeelding |
| ---------------------------------------------------- | ------------------ | ------- | ----------------- | ----------------------------- | ---------- |
| Gebouwen van de site van het kasteel van Meysembourg |                    |         | 27 juni 2008 (MN) | 49° 46' 11" NB, 6° 11' 11" OL |            |

### Fischbach
| Object   | Bouwjaar/architect | Locatie                          | Datum beschermd?      | Coördinaten | Afbeelding |
| -------- | ------------------ | -------------------------------- | --------------------- | ----------- | ---------- |
| Gebouw   |                    | rue du Moulin 2                  | 15 juni 2007 (MN)     |             |            |
| Gebouwen |                    | rue Grande-Duchesse Charlotte 10 | 21 november 2008 (MN) |             |            |
| Gebouw   |                    | rue Grande-Duchesse Charlotte 14 | 23 maart 2011 (IS)    |             |            |

### Koedange
| Object                          | Bouwjaar/architect | Locatie                               | Datum beschermd?   | Coördinaten | Afbeelding |
| ------------------------------- | ------------------ | ------------------------------------- | ------------------ | ----------- | ---------- |
| Jeneverbes (Juniperus communis) |                    | op een plaats genaamd «Reineschbierg» | 29 maart 1974 (IS) |             |            |

## Bron
- Liste des immeubles et objets classés monuments nationaux ou inscrits à l'inventaire supplémentaire